# Cneu Sêncio Aburniano
Cneu Sêncio Aburniano (em latim: Gnaeus Sentius Aburnianus) foi um senador romano nomeado cônsul sufecto em algum momento no segundo semestre de 123 com Tito Sálvio Rufino Minício Opimiano.